# 12 ambachten, 13 liedjes
12 ambachten, 13 liedjes is een herbewerkte en grotendeels heringezongen cd van het Nederlandse artiestenduo Bassie en Adriaan. De cd werd uitgebracht onder het label Bridge Music in 1999.
Op deze cd zingen Bassie en Adriaan liedjes waarin beroepen voorkomen, waaronder bakker, onderwijzer, professor, minister, toreador, acrobaat en president.

## Liedjes
1. Als Ik De President Ben (Aad van Toor/Aad Klaris)
2. Acrobatenlied (Bas van Toor/Aad van Toor/Rinus van Galen)
3. Kapitein Bassie (Aad van Toor/Maurizio Mantille)
4. Musketiers (Bas van Toor/Aad van Toor/Ruud Bos)
5. Clowntje Wil Ik Zijn (Aad van Toor/Aad Klaris)
6. De Trainer (Aad van Toor/Aad Klaris)
7. Geheime Agenten (Aad van Toor/Maurizio Mantille)
8. Mac Bassie (Aad van Toor/Ruud Bos)
9. Bakkerslied (Bas van Toor/Aad van Toor/Rinus van Galen)
10. Truckerslied (Aad van Toor/Aad Klaris)
11. Bassie Als Toreador (Bas van Toor/Aad van Toor/Rinus van Galen)
12. Zeg Stel Je Eens Voor (Aad van Toor/Maurizio Mantille)
13. Ook Een Clown (Aad van Toor/Maurizio Mantille)